# San Román de los Oteros
San Román de los Oteros es una pedanía perteneciente al municipio de Gusendos de los Oteros, situado en Los Oteros en la provincia de León, todo ello dentro de la comunidad autónoma de Castilla y León. En el año 2011 tenía una población de 65 habitantes según el  INE. 
Está situado en la carretera LE-522.

## Características
Esta pedanía, que está a tres km de su ayuntamiento y a una altitud de 815 m s. n. m.. Las edificaciones están hechas generalmente de tapial a base de arcilla y canto rodado.
Al igual que la práctica totalidad de los municipios de la zona de Los Oteros, tiene varias bodegas subterráneas en las que se produce de forma familiar y, generalmente para el consumo propio, el vino típico rosado Prieto picudo que es una de las principales uvas tintas de los vinos de la Denominación de Origen (DO) española Tierra de León. Es una variedad con mucha materia colorante, con una acidez notable y con gran cantidad de azúcar y tanino. Esta concentración da a los vinos un sabor especial y diferente.
Son notables los grandes palomares, generalmente de forma cilíndrica, huecos.

## Patrimonio
Su monumento más significado es la Iglesia parroquial católica bajo la advocación de la Inmaculada Concepción cuya fiesta se celebra el ocho de diciembre. Esta iglesia fue reedificada por un vecino de Mansilla de las Mulas llamado Juan Díez en el año 1719.

## Fiestas
Además de las fiestas patronales de La Inmaculada, también se celebra la fiesta de  San Isidro el 15 de mayo. 
Las fiestas de mayor afluencia de personas son las «Fiestas de Verano» se llevan a cabo el último fin de semana de agosto.
En el año 2015 participó en el concurso «El pueblo más bonito del Sur de León».

## Demografía
Tiene 65 habitantes, 36 varones y 29 mujeres censados en el municipio.